# 61401 Schiff
61401 Schiff este un asteroid din centura principală de asteroizi.

## Descriere
61401 Schiff este un asteroid din centura principală de asteroizi. A fost descoperit pe 25 august 2000 la Gnosca de Stefano Sposetti. Asteroidul prezintă o orbită caracterizată de o semiaxă mare de 2,58 ua, o excentricitate de 0,11 și o înclinație de 2,2° în raport cu ecliptica.